# Municipio de Selma (Carolina del Norte)
El municipio de Selma (en inglés: Selma Township) es un municipio ubicado en el  condado de Johnston en el estado estadounidense de Carolina del Norte. En el año 2010 tenía una población de 9.860 habitantes.

## Geografía
El municipio de Selma se encuentra ubicado en las coordenadas 35°32′39.57″N 78°17′10″O / 35.5443250, -78.28611.